# Lista lotów testowych górnego stopnia statku kosmicznego Starship
| Lot Nr | Data i czas (UTC) | Pojazd        | Miejsce startu              | Maksymalna wysokość | Czas trwania (mm:ss) | Wynik startu | Wynik lądowania   |
| ------ | --- | ------------- | --------------------------- | ------------------- | -------------------- | ------------ | ----------------- |
| -      | 3 kwietnia 2019 | Starhopper    | Suborbitalne Miejsce Startu | <0.3 m              | ~00:03               | Sukces       | Nie dotyczy       |
| -      | Pierwsze wystrzelenia Starhoppera i pierwszy skok na uwięzi (według Muska). Odpalenie trwało kilka sekund a pojazd był przywiązany do ziemi. Nie udało się potwierdzić startu na publicznych nagraniach wideo z testu. |               |                             |                     |                      |              |                   |
| -      | 5 kwietnia 2019 | Starhopper    | Suborbitalne Miejsce Startu | 1 m                 | ~00:05               | Sukces       | Nie dotyczy       |
| -      | Skok na uwięzi osiągający swe limity. |               |                             |                     |                      |              |                   |
| 1      | 25 lipca 2019 | Starhopper    | Suborbitalne Miejsce Startu | 20 m                | ~00:22               | Sukces       | Sukces            |
| 1      | Pierwszy swobodny (nieuwiązany) test w locie. |               |                             |                     |                      |              |                   |
| 2      | 27 sierpnia 2019 22:00 | Starhopper    | Suborbitalne Miejsce Startu | 150 m               | 00:57                | Sukces       | Sukces            |
| 2      | Po tym starcie Starhopper został wycofany i używany jako zbiornik na wodę w miejscu produkcyjnym. |               |                             |                     |                      |              |                   |
| 3      | 4 sierpnia 2020 23:57 | Starship SN5  | Suborbitalny Pad A          | 150 m               | 00:51                | Sukces       | Sukces            |
| 3      | Drugi skok na 150 metrów i pierwszy skok pełnego prototypu statku kosmicznego. |               |                             |                     |                      |              |                   |
| 4      | 3 września 2020 17:47 | Starship SN6  | Suborbitalny Pad A          | 150 m               | 00:52                | Sukces       | Sukces            |
| 4      | Trzeci skok na 150 metrów i drugi skok pełnego prototypu statku kosmicznego. |               |                             |                     |                      |              |                   |
| 5      | 9 grudnia 2020 22:45 | Starship SN8  | Suborbitalny Pad A          | 12.5 km             | 06:42                | Sukces       | Porażka           |
| 5      | Pierwszy test w locie na dużej wysokości. Pojazd pomyślnie wystartował, wzniósł się, wykonał manewr zejścia nurkując, ponownie uruchomił silniki zasilane ze zbiorników czołowych i skierował się na lądowisko. Manewr przewrócenia z opadania poziomego do pionowego zakończył się sukcesem, ale nagła utrata ciśnienia w zbiorniku metanu spowodowana manewrem przewrócenia zmniejszyła dopływ paliwa i ciąg, co spowodowało twarde lądowanie i eksplozję. |               |                             |                     |                      |              |                   |
| 6      | 2 lutego 2021 20:25 | Starship SN9  | Suborbitalny Pad B          | 10 km               | 06:26                | Sukces       | Porażka           |
| 6      | Awaria Raptora spowodowała nadmierny obrót SN9 i uderzenie w lądowisko. Pojazd uległ zniszczeniu w wyniku uderzenia. |               |                             |                     |                      |              |                   |
| 7      | 3 marca 2021 23:15 | Starship SN10 | Suborbitalny Pad A          | 10 km               | 06:20                | Sukces       | Częściowa porażka |
| 7      | SN10 wystartował i wzniósł się nominalnie, ale doznał twardego lądowania z lekkim przechyleniem po wylądowaniu, a w pobliżu podstawy rakiety powstał pożar, Osiem minut po wylądowaniu SN10 eksplodował, prawdopodobnie wskutek pobrania helu ze zbiornika paliwa. |               |                             |                     |                      |              |                   |
| 8      | 30 marca 2021 13:00 | Starship SN11 | Suborbitalny Pad B          | 10 km               | 05:49                | Sukces       | Porażka           |
| 8      | SN11 miał problemy z silnikiem podczas wznoszenia (według Elona Muska). Pojazd utracony przed T+6:00. Musk stwierdził, że „stosunkowo mały” wyciek metanu spowodował pożar w jednym z silników Raptora podczas wznoszenia, powodując trudny rozruch silnika po ponownym zapaleniu. |               |                             |                     |                      |              |                   |
| 9      | 5 maja 2021 22:24 | Starship SN15 | Suborbitalny Pad A          | 10 km               | 05:59                | Sukces       | Sukces            |
| 9      | SN15 był nową wersją prototypu Starship z wieloma ulepszeniami w stosunku do poprzednich pojazdów. SN15 osiągnął miękkie lądowanie, a wkrótce po wylądowaniu w pobliżu bazy wybuchł niewielki pożar. Pożar po locie ugaszono w ciągu 20 minut, a SN15 został wycofany pod koniec miesiąca. Został zezłomowany w lipcu 2023 roku. |               |                             |                     |                      |              |                   |